# Contea di Meitan
La contea di Meitan (湄潭县S, Méitán XiànP) è una contea della Cina, situata nella provincia del Guizhou e amministrata dalla prefettura di Zunyi.